# 卡斯維爾 (喬治亞州)
卡斯維爾（英語：Cassville）是位於美國喬治亞州巴托縣的一個非建制地區。該地的面積和人口皆未知。

## 地理
卡斯維爾的座標為34°14′38″N 84°51′10″W / 34.24389°N 84.85278°W，而該地的平均海拔高度為253米（即830英尺）。